# 은하의 형태 분류

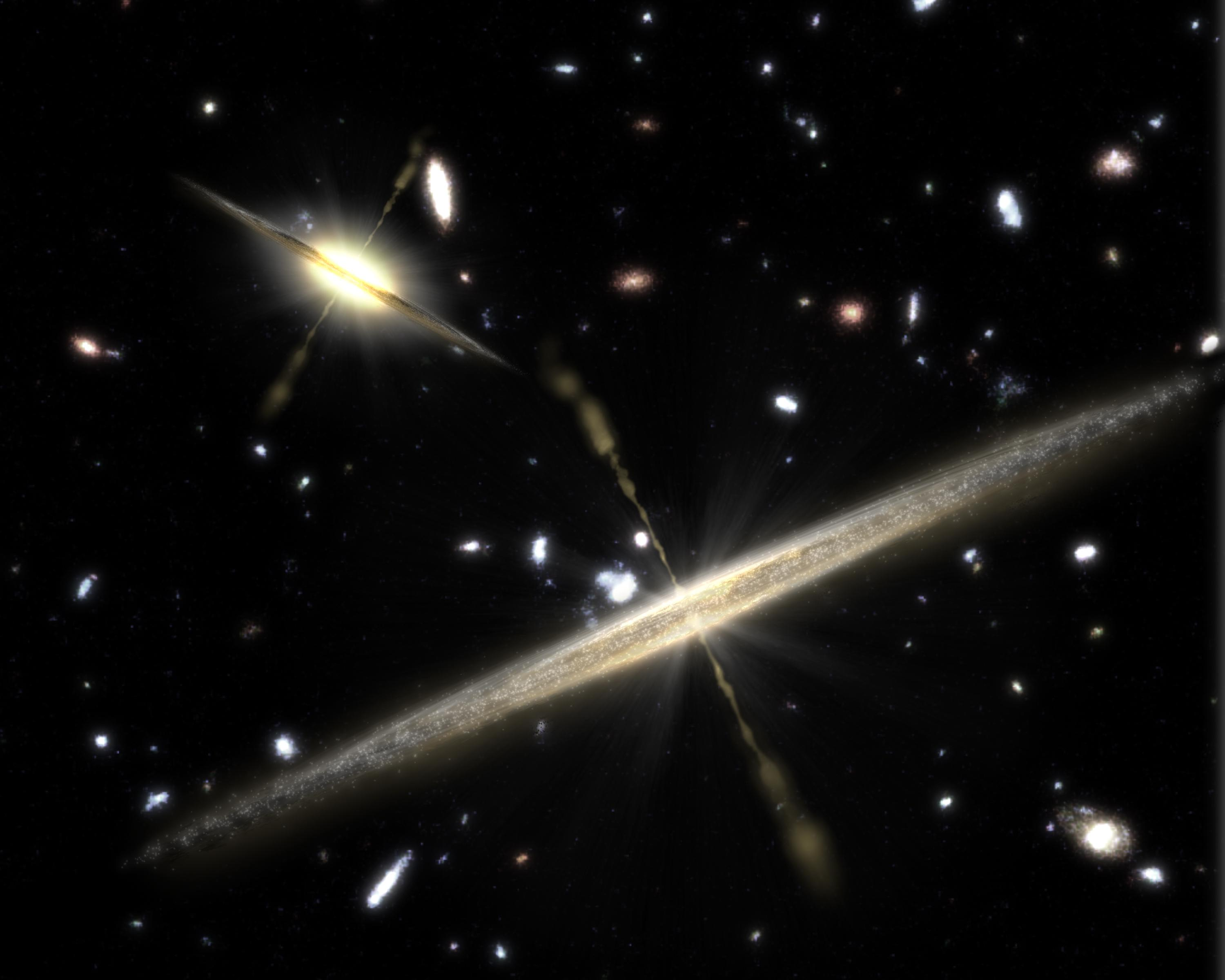
예술가가 그린 팽대부가 없는 나선 은하와 팽대부가 있는 나선 은하의 개념도

은하의 형태 분류는 천문학자들이 은하를 겉 모습에 따라 여러 분류로 나누기 위해 사용하는 체계이다. 에드윈 허블이 창안하여 후에 제라드 드 보클레르와 앨런 샌디지를 통해 확장된 허블 순차와 같이, 형태에 따라 은하를 분류하는 데 이용되는 몇 가지 분류법이 있다.

## 허블순차
허블순차는 에드윈 허블이 1936년에 창안한 은하의 형태분류 체계이다. 보통 "허블 소리 굽쇠"(hubble tuning-fork)로 알려져 있기도 하다. 이는 전통적으로 표현되는 도표가 소리굽쇠 모양이기 때문이다. 허블의 분류 체계는 은하의 겉보기 모습(원래는 사진 건판에서)에 기반하여 크게 세가지 유형의 은하로 나눈다.

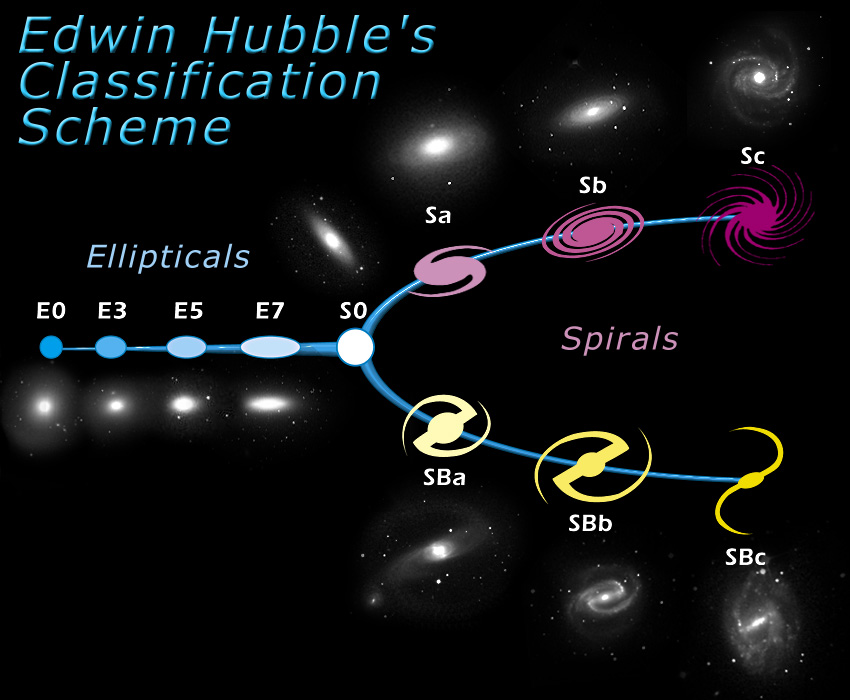
허블순차의 소리 굽쇠형 도표

- 타원 은하 - 매끄럽고 단조로운 밝기 분포를 가지고 있고 사진에서 타원 모양으로 나타난다. 이들의 심볼은 "E"로 표현되고, 뒤에 하늘에서 보이는 모습의 타원율을 의미하는 정수 {\displaystyle n}이 붙는다.

- 나선 은하 - 별을 형성하고 있는 (보통 두 가닥의)나선 구조가 있는 평탄한 원반과, 별이 집중되어 타원은하와 유사한 외양을 가지는 중심의 영역인 팽대부로 구성되어 있다. 이들의 심볼은 "S"로 표현된다. 모든 나선 은하의 거의 절반은 중심 팽대부에서 뻗어나오는 막대 구조를 가지고 있기도 하다. 이러한 막대나선은하는 "SB"로 표현된다.

- 렌즈형 은하 - 중심의 밝은 팽대부와 이를 둘러싸는 바깥의 원반 구조로 구성되어 있지만, 나선 은하와는 달리 렌즈형 은하의 원반은 나선 구조가 없으며 활동적인 별의 형성이 일어나지 않는다.

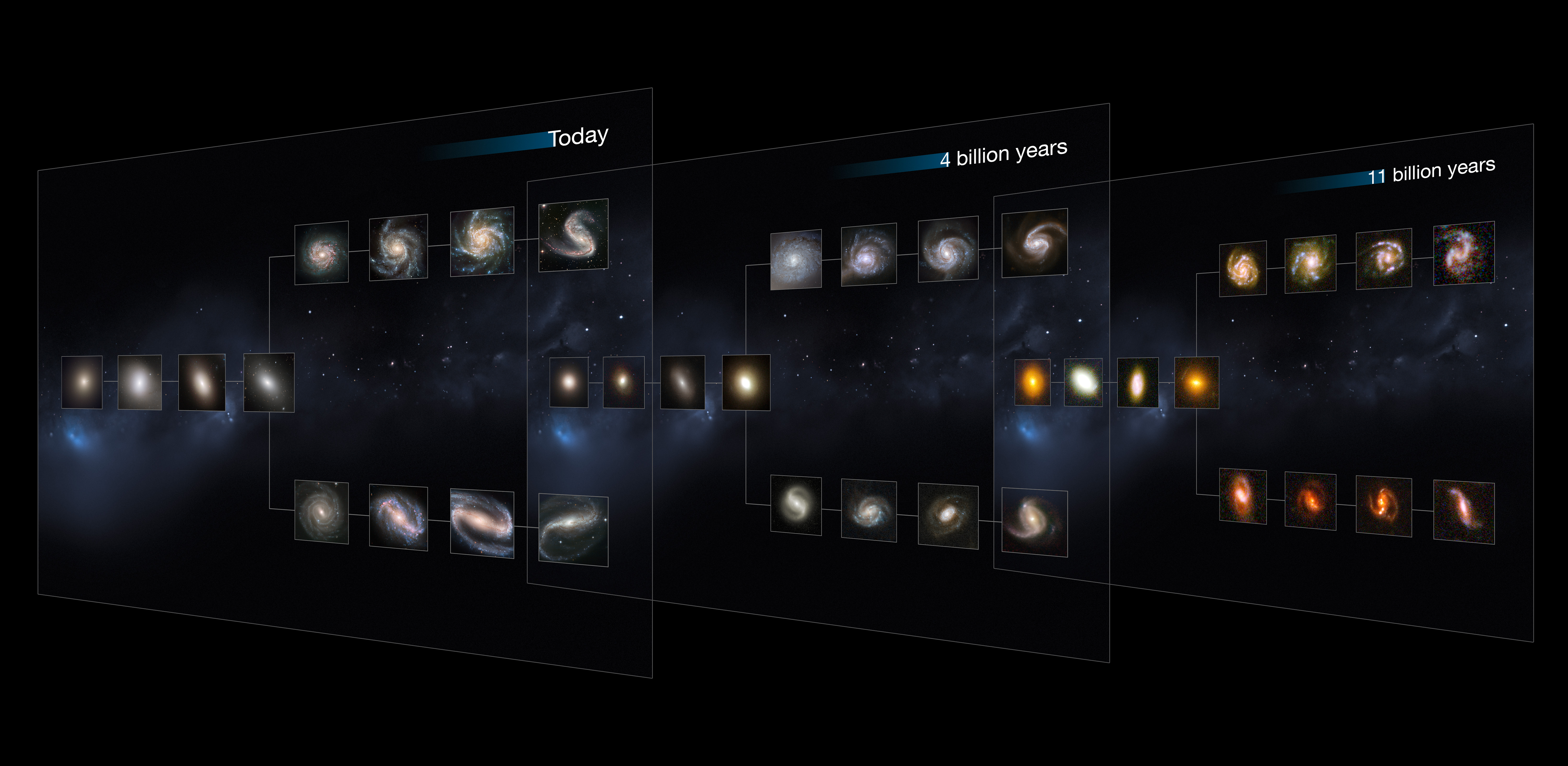
우주의 역사를 동안의 허블순차

이러한 큰 분류는 뚜렷한 규칙적 구조(원반 또는 타원체)를 가지지 않는 불규칙 은하와 같이 외양의 눈에 띄는 차이를 통해 확장된다.
허블순차는 보통 소리 굽쇠의 형태로 표현된다. 소리굽쇠의 손잡이 부분(왼쪽)에는 타원 은하(왼쪽에서 오른쪽으로 갈수록 타원율이 증가한다)가 배치되어 있고, 오른쪽의 두 평행한 갈래는 막대나선은하와 정상나선은하가 이룬다. 타원은하와 나선은하 사이에, 손잡이와 두 갈래가 만나는 지점에는 렌즈형은하가 위치해 있다.

## 이용
허블순차는 오늘날에 전문적인 천문학 연구와 아마추어 천문학에서 가장 보편적으로 이용되는 은하를 분류하는 체계로써 이용된다.

## 드 보클레르 체계

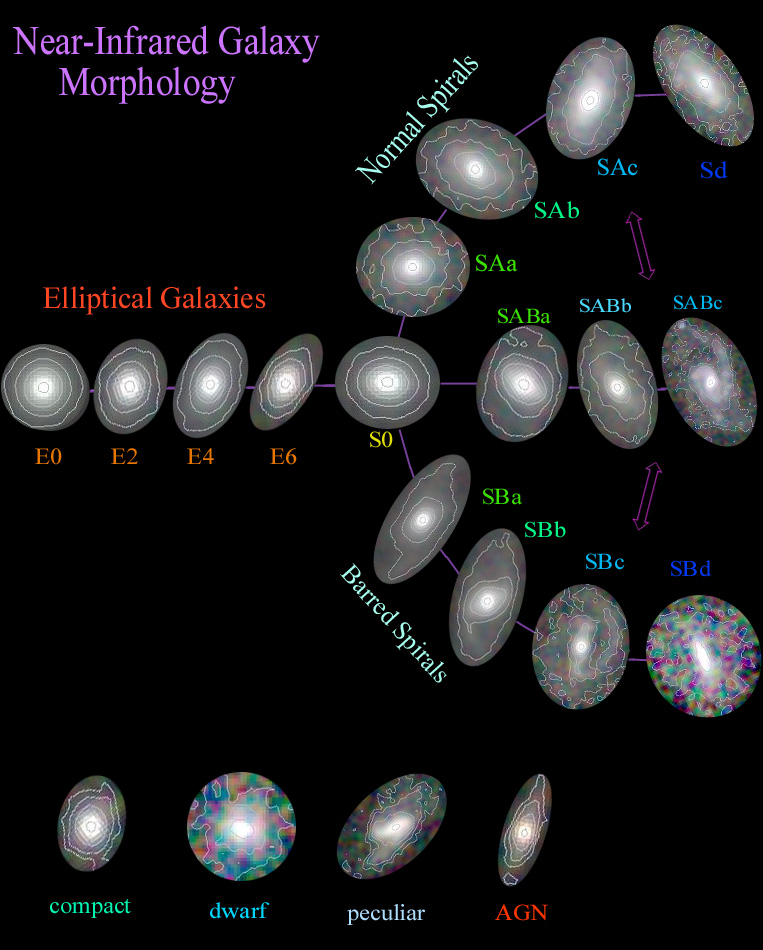

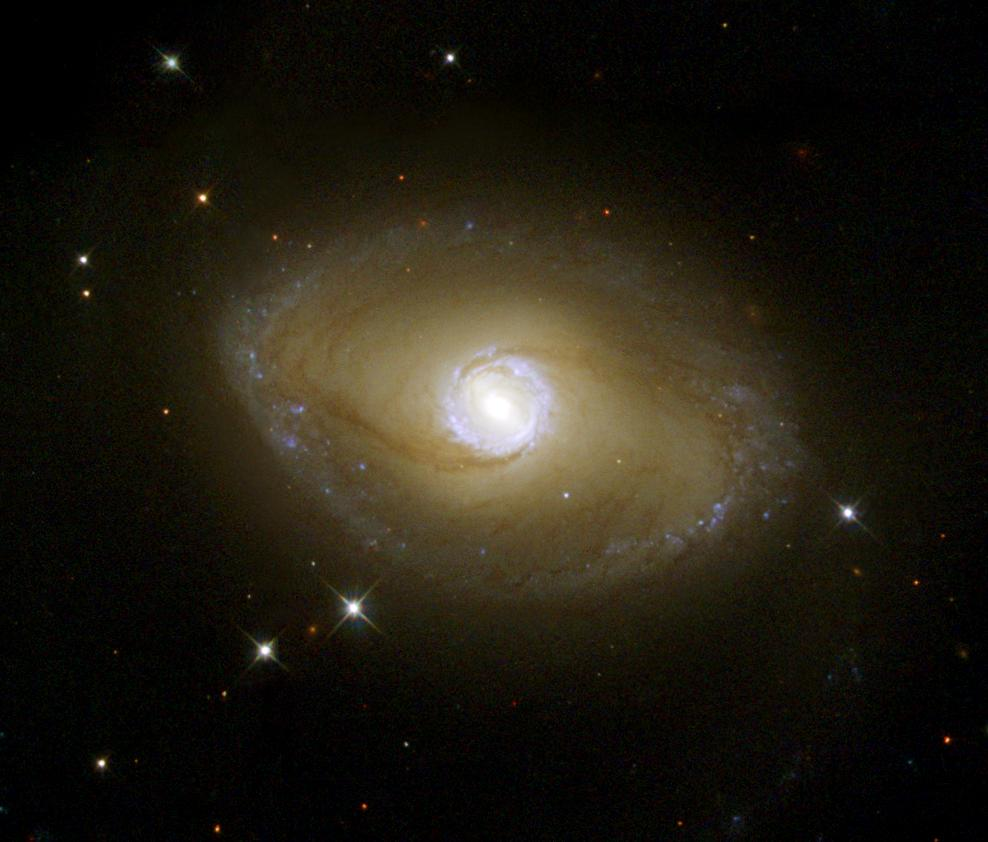
각자 다른 반지름을 가지는 세 개의 고리 및 막대로 구성된 나선은하(SB(r)0/a형) NGC 6782

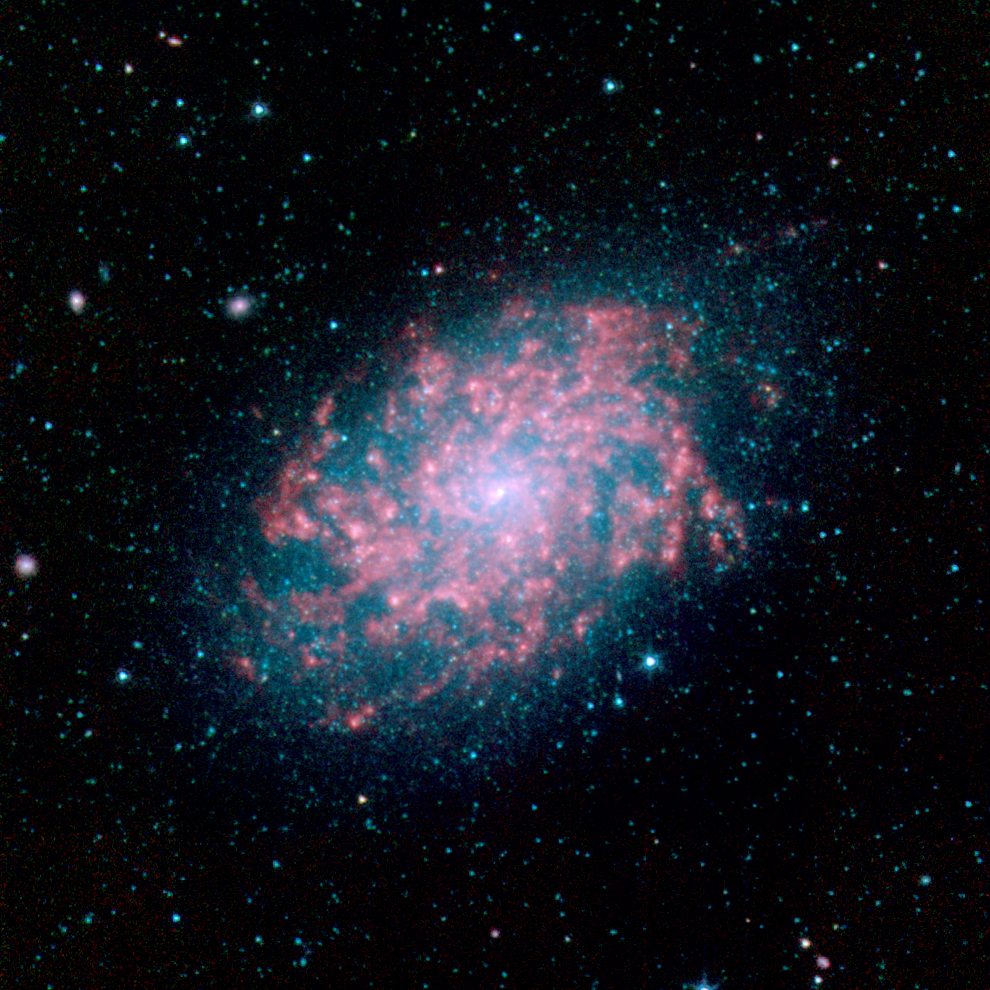
SA(s)d형 나선은하 NGC 7793

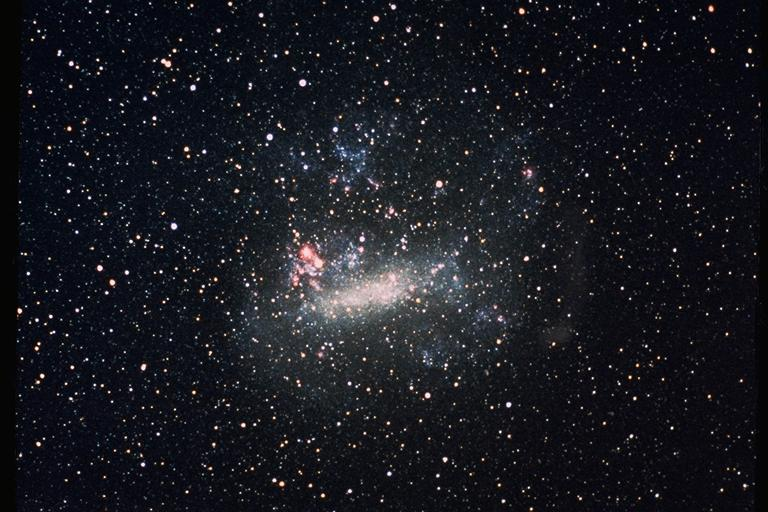
SBm형 은하 대마젤란은하

은하 분류에 대한 드 보클레르의 체계는 1959년에 제라드 드 보클레르가 처음으로 도입한 허블순차의 확장에 폭넓게 이용된다. 드 보클레르는 허블의 분류법에서 나선은하의 나선팔의 조임 정도와 막대의 유무에 근거한 2차원적 분류가 관측된 모든 범위에 있는 은하의 형태를 적절하게 설명할 수 없다고 주장했다. 특히, 그는 고리와 렌즈가 나선은하의 구조적 요소로써 중요하다고 말했다.
드 보클레르 체계는 은하에 대한 허블의 기본적 분류인 타원은하, 렌즈형은하, 나선은하, 불규칙은하를 그대로 사용한다. 드 보클레르는 허블의 분류법을 보완하기 위해서 나선은하에 대해 세가지 형태적 특징에 근거하여 더 정교한 분류 체계를 도입했다.
- 막대 - 핵의 막대의 존재유무에 근거하여 은하를 분류한다. 드 보클레르는 막대나선은하에 대해 허블이 SB형으로 표현했듯이, 막대가 없는 나선은하를 SA형으로 표현했다.[6] 그는 또 미약한 막대 나선 구조를 포함하는 중간형인 SAB형의 표기를 인정했다. 또한 렌즈형은하는 정상(SA0) 또는 막대(SB0)형으로 분류된다. S0식 표기는 이러한 은하에서의 막대의 존재유무를 알려줄 수 없기 때문에 보류한다.

- 고리  - 고리 구조의 존재유무에 따라 은하를 분류한다. 고리가 존재한다면 ‘(r)’형으로, 없다면 ‘(s)’형으로 표기한다. 소위 ‘전이’단계에 있는 은하는 ‘(rs)’형의 심볼이 주어진다.[6]

- 나선팔 - 허블의 원래 체계에서는 나선은하를 주로 나선팔의 조임 정도에 기반하여 분류한다. 드 보클레르 분류법은 몇 가지 추가적인 나선분류를 포함하도록 허블의 소리굽쇠의 팔을 늘렸다.
  - Sd (SBd) - 개개의 성단과 성운으로 이루어진 희미하고, 파괴된 나선팔과 매우 희미한 중심의 팽대부를 포함
  - Sm (SBm) - 외양이 불규칙하고, 팽대부가 없음
  - Im - 매우 불규칙한 은하

나선팔을 이용한 세 분류에서의 대부분의 은하는 허블의 원래 분류법에서는 Irr I형으로 분류된다. 덧붙여서, Sd형 은하는 허블의 Sc형 은하 중 일부를 포함한다. Sm형과 Im형의 은하들은 마젤란은하의 이름을 따서 각각 "마젤란형"(magellanic) 나선 및 불규칙은하라고 불린다. 대마젤란은하는 SBm형이고, 소마젤란은하는 Im형이다.
은하를 분류할 때 위에서 나열한 순으로 서로 다른 분류요소를 이어붙인다. 예를 들어, 느슨하게 감긴 나선팔과 고리를 가지는 미약한 막대나선은하는 SAB(r)c형으로 표기한다.
시각적으로, 드 보클레르 체계는 나선의 유무(단계)에 따른 x축, 막대의 유무(종류)에 따른 y축, 고리의 유무(다양성)에 따른 z축으로 표현되는 허블의 소리굽쇠의 3차원적 모습에 해당한다.

### 수치적 허블단계
드 보클레르는 자신의 분류법에서 은하의 분류를 각각 수치로 나타내기도 했다. 허블단계 {\displaystyle T}의 값은 -6에서 시작하여 +10까지 있다. 여기서 음수는 조기형은하(타원은하와 렌즈형은하)와 상관있고, 양수는 만기형은하(나선은하와 불규칙은하)와 상관있다. 타원은하는 세가지 단계로 나뉘는데, 밀집타원(cE), 정상타원(E), 만기형타원(E+)이 있다. 렌즈형은하도 타원은하와 유사하게 나뉘어 조기형(S0-), 중간형(S00), 만기형(S0+)이 있다. 불규칙은하는 마젤란형 불규칙(T = 10) 또는 '밀집형'(T = 11)으로 분류된다.
| 허블단계 {\displaystyle T} | -6 | -5 | -4 | -3  | -2  | -1  | 0    | 1  | 2    | 3  | 4    | 5  | 6   | 7  | 8      | 9     | 10    | 11 |
| 드 보클레르 분류           | cE | E  | E+ | S0- | S00 | S0+ | S0/a | Sa | Sab  | Sb | Sbc  | Sc | Scd | Sd | Sdm    | Sm    | Im    |    |
| 대략적인 허블 분류         | E  | E  | E  | S0  | S0  | S0  | S0/a | Sa | Sa-b | Sb | Sb-c | Sc | Sc  | Sc | Sc-Irr | Irr I | Irr I |    |

수치적 단계는 은하의 형태를 더 정량적으로 연구하는데 쓰인다.

## 여키스 분류법
여키스 분류법(Yerkes scheme) 또는 모건 분류법(Morgan scheme)은 미국의 천문학자 윌리엄 윌슨 모건이 만든 분류법이다. 모건은 필립 키넌과 함께 스펙트럼을 통한 별의 분류에 관한 MK 체계를 만들었다. 여키스 분류법은 은하를 분류하기 위해 은하에 있는 별의 스펙트럼(주계열성의 종류, 은하의 실제 모양과 겉모습, 중심에 별이 집중된 정도를 이용한다.
| 분광형 | 설명            |
| ------ | --------------- |
| a      | A형 별이 많음   |
| af     | A-F형 별이 많음 |
| f      | F형 별이 많음   |
| fg     | F-G형 별이 많음 |
| g      | G형 별이 많음   |
| gk     | G-K형 별이 많음 |
| k      | K형 별이 많음   |

| 은하의 모양 | 설명                                     |
| ----------- | ---------------------------------------- |
| B           | 막대나선                                 |
| D           | 나선 또는 타원 구조의 표명 없이 회전대칭 |
| E           | 타원                                     |
| Ep          | 먼지흡수를 보이는 타원                   |
| I           | 불규칙                                   |
| L           | 저표면밝기                               |
| N           | 작고 밝은 핵                             |
| S           | 나선                                     |

| 경사 | 설명                                 |
| ---- | ------------------------------------ |
| 1    | "정면"으로 보이는 은하(Face-on 은하) |
| 2    |                                      |
| 3    |                                      |
| 4    |                                      |
| 5    |                                      |
| 6    |                                      |
| 7    | "모서리"가 보이는 은하(Edge-on 은하) |

예를 들면, 안드로메다 은하는 kS5형으로 분류된다.

## 같이 보기
- 은하의 형태 목록
- 은하 색등급도
- 은하동물원
- 윌리엄 윌슨 모건
- 프리츠 츠비키